# Liste des préfets de la Mayenne
Liste des préfets du département de la Mayenne depuis sa création. Le siège de la préfecture est à Laval.

## ConsulatetPremier Empire
| Période           | Période           | Identité                                  | Fonction précédente                                                        | Observation                                                                                 |
| ----------------- | ----------------- | ----------------------------------------- | -------------------------------------------------------------------------- | ------------------------------------------------------------------------------------------- |
| 2 mars 1800       | 25 septembre 1813 | Nicolas François Harmand d'Abancourt      | Député aux États-Généraux de 1789 (Château-Thierry)                        | Passe à la retraite                                                                         |
| 23 septembre 1813 | 16 juin 1814      | Jean Louis Rieul de Viefville des Essarts | Auditeur au Conseil d'État Sous-préfet d'Orange (Vaucluse) Préfet du Sègre | Refuse la préfecture de Maine-et-Loire (Cent-Jours) Nommé préfet du Mont-Blanc (Cent-Jours) |

## Première Restauration
| Période      | Période      | Identité                            | Fonction précédente | Observation                                                      |
| ------------ | ------------ | ----------------------------------- | ------------------- | ---------------------------------------------------------------- |
| 16 juin 1814 | 24 mars 1815 | Armand Constant de Marnière de Guer |                     | (Émigré en 1791) préfet de Lot-et-Garonne (seconde Restauration) |

## Cent-Jours
| Période      | Période      | Identité                            | Fonction précédente                               | Observation                                                 |
| ------------ | ------------ | ----------------------------------- | ------------------------------------------------- | ----------------------------------------------------------- |
| 6 avril 1815 | 30 juin 1815 | Paul Étienne de Villiers du Terrage | Directeur général de la police en Hollande (1811) | Nommé préfet des Pyrénées-Orientales (seconde Restauration) |

## Seconde Restauration
| Période            | Période            | Identité                      | Fonction précédente                                                          | Observation                                                                                           |
| ------------------ | ------------------ | ----------------------------- | ---------------------------------------------------------------------------- | --- |
| 30 juin 1815       | sans suite         | Jean-Baptiste Lacoste         | Préfet des Forêts, puis directeur général des douanes à Vienne (Autriche)    | Banni en 1816                                                                                         |
| 14 juillet 1815    | non-acceptant      | Charles-Achille de Vanssay    | Préfet des Basses-Pyrénées                                                   | Nommé préfet de la Manche                                                                             |
| 17 juillet 1815    | 11 juin 1817       | André d'Arbelles              | Historiographe du ministère des relations extérieures sous le Premier Empire | Jugé comme trop royaliste, il est revoqué par le ministère Decazes. En 1823 nommé préfet de la Sarthe |
| 11 juin 1817       | sans suite         | Victor Paillot                | Secrétaire général de l'Aube (première période)                              | (non-acceptant) Nommé en 1820 Secrétaire général de l'Aube (deuxième période)                         |
| 2 juillet 1817     | 1er septembre 1824 | Charles-Joseph Coster         | Sous-préfet de Vouziers                                                      | nommé préfet de la Haute-Vienne                                                                       |
| 1er septembre 1824 | 12 novembre 1828   | Alexandre-François de Freslon | Maître des requêtes au conseil d'État                                        | Retour au conseil d'État le 16 mars 1829. Nommé le 2 avril 1830 préfet de la Haute-Loire              |
| 12 novembre 1828   | 2 avril 1830       | Charles Robert de Lézardière  | Député de la Vendée                                                          | Dvient en juillet 1830 Député de la Mayenne                                                           |
| 2 avril 1830       | 10 août 1830       | Athanase Conen de Saint-Luc   | Préfet de la Creuse                                                          | Revoqué à la révolution de Juillet                                                                    |

## Préfets de la monarchie de Juillet
| Période           | Période           | Identité                                   | Fonction précédente          | Observation                                                                          |
| ----------------- | ----------------- | ------------------------------------------ | ---------------------------- | ------------------------------------------------------------------------------------ |
| 10 août 1830      | 17 septembre 1831 | Sébastien Louis Saulnier                   |                              | Nommé préfet du Loiret                                                               |
| 27 septembre 1831 | 17 mars 1831      | Jean-François de Cahouet                   | Préfet du Pas-de-Calais      | Nommé préfet d'Ille-et-Vilaine                                                       |
| 28 mai 1832       | 12 octobre 1832   | Alexis de Jussieu                          | Préfet de l’Ain              | nommé préfet de la Vendée                                                            |
| 13 octobre 1832   | non-installé      | Charles Dunoyer                            | Préfet de l'Allier           | Nommé le 23 novembre 1832 préfet de la Somme                                         |
| 27 novembre 1832  | 9 juillet 1836    | Étienne François Marie Boby de la Chapelle | Préfet de Seine-et-Marne     | (Père du préfet Alphonse Charles Boby de la Chapelle) Nommé préfet d'Ille-et-Vilaine |
| 9 juillet 1836    | 9 décembre 1845   | Félix Parran                               | Sous-préfet de Saint-Etienne | Nommé secrétaire général de la Seine                                                 |
| 9 décembre 1845   | 27 février 1848   | Claude Le Provost de Launay                | Préfet de l'Ardèche          | Passe à la retraite                                                                  |

## Préfets et commissaires du gouvernement de la Deuxième République (1848-1851)
| Période           | Période       | Identité                   | Fonction précédente                   | Observation                                                       |
| ----------------- | ------------- | -------------------------- | ------------------------------------- | ----------------------------------------------------------------- |
| avant 2 mars 1848 | 23 avril 1848 | Louis Bigot                | Député de la Mayenne                  | (Commissaire du gouvernement). Devient représentant de la Mayenne |
| 3 mai 1848        |               | Jean Romain Le Gentil      | Secrétaire du gouvernement provisoire | (Commissaire du gouvernement) Per interim                         |
| 25 mai 1848       | 11 mai 1850   | Hippolyte Dieu             | Secrétaire du gouvernement provisoire | Nommé préfet de la Haute-Saône                                    |
| 11 mai 1850       | 9 mai 1852    | Napoléon Legendre de Luçay | Maître des requêtes au conseil d'État |                                                                   |

## Préfets du Second Empire (1851-1870)
| Période         | Période         | Identité                                   | Fonction précédente        | Observation                                            |
| --------------- | --------------- | ------------------------------------------ | -------------------------- | ------------------------------------------------------ |
| mai 1852        | 20 juillet 1857 | Gabriel Cortois de Charnailles             | Préfet de l'Allier         | Nommé préfet de l'Aube                                 |
| 20 juillet 1857 | 13 janvier 1865 | Joseph-Félix-Amédée Bélurgey de Grandville | Préfet de l'Aube           | Nommé préfet de la Meuse                               |
| 13 janvier 1865 | 16 octobre 1865 | Charles-Paul-Eugène Poriquet               | Préfet de la Meuse         | Nommé préfet de Maine-et-Loire                         |
| 16 octobre 1865 | 31 janvier 1870 | Hippolyte Evariste Bergognié               | Secrétaire général du Nord | Nommé préfet de l'Hérault                              |
| 30 janvier 1870 | 8 septembre     | Louis Aymar Joret des Closières            | Sous-préfet du Havre       | Pension (rétroactif). Sera député du Calvados en 1877. |

## Préfets de la Troisième République (1870-1940)
| Période           | Période           | Identité                                          | Fonction précédente                                       | Observation                                                                                       |
| ----------------- | ----------------- | ------------------------------------------------- | --------------------------------------------------------- | ------------------------------------------------------------------------------------------------- |
| 8 septembre 1870  | 15 février 1871   | Eugène Delattre                                   | Avocat au barreau de Paris                                | Retourne au barreau Sera député (1881) de la Seine-Saint-Denis                                    |
| 20 mars 1871      | 27 avril 1875     | Victor Ferdinand Guillaume de Bassoncourt         | Sous-préfet du Havre                                      | Nommé préfet du Puy-de-Dôme                                                                       |
| 27 avril 1875     | 19 mai 1877       | Jean-Baptiste Gustave de Vaudichon des Tourailles | Préfet de la Charente                                     | Passe à la retraite                                                                               |
| 19 mai 1877       | 18 décembre 1877  | Henry Alphonse Jolivet Riencourt de Longpré       | Préfet d'Eure-et-Loir                                     | Parmi les 83 préfets remplacés par le Gouvernement Jules Dufaure (5) (Ministre: Émile de Marcère) |
| 18 décembre 1877  | 13 juin 1882      | Jules Eugène Genouille                            | Sous-préfet de Coutances                                  | Nommé préfet de l'Allier                                                                          |
| 13 juin 1882      | 5 octobre 1884    | Antoine Charles Marie Emile Baudran               | Sous-préfet de Verdun                                     | Nommé préfet de la Meuse                                                                          |
| 5 octobre 1884    | 28 novembre 1885  | Léandre Louis François Edouard Bobeuf             | Sous-préfet de Saint-Dié                                  | Nommé directeur de l'asile national de Vincennes                                                  |
| 28 novembre 1885  | 29 juillet 1894   | Albert Louis Joseph Félix Blondin                 | Préfet des Ardennes                                       | Passe à la retraite                                                                               |
| 31 juillet 1894   | 6 janvier 1897    | Raphaël Michel Eugène Jules Dupuy                 | Préfet de la Lozère                                       | Nommé préfet du Puy-de-Dôme                                                                       |
| 6 janvier 1897    | 30 juillet 1906   | Ernest Seignouret                                 | Préfet de l'Ardèche                                       | Nommé préfet d'Indre-et-Loire                                                                     |
| 30 juillet 1906   | 23 mars 1911      | Louis Henri Cordelet                              | Sous-préfet de Saumur                                     | Nommé Trésorier-payeur général de Seine-et-Marne                                                  |
| 23 mai 1911       | 3 novembre        | Eugène Allard                                     | Préfet de l'Aisne                                         | Passe à la retraite                                                                               |
| 3 novembre 1916   | 4 mars 1920       | Arnaud Alexandre Poivert                          | Secrétaire général chargé des fonctions de préfet du Nord | Nommé préfet de la Dordogne                                                                       |
| 4 mars            | non-installé      | Jean Gabriel Petisne                              | Secrétaire général du Rhône pour la police                | Nomination pour ordre : nommé chef des services civils du territoire de Memel                     |
| 4 mars 1920       | 20 août 1925      | Georges Laurent                                   | Secrétaire général de la Moselle                          | Nommé préfet de la Nièvre                                                                         |
| 5 septembre 1925  | 24 octobre 1925   | Charles Basset                                    | Sous-préfet de Grasse                                     | Nommé secrétaire général de l'oeuvre des Tout Petits de Grasse                                    |
| 24 octobre 1925   | 19 février 1929   | Paul Lafargue                                     | Préfet de l'Ariège                                        | Nommé préfet de la Côte-d'Or                                                                      |
| 19 février 1929   | 6 janvier 1931    | François Graux                                    | Préfet de l'Ariège                                        | Nommé préfet de l'Aisne                                                                           |
| 6 janvier 1931    | non-installé      | Henri Piton                                       | Sous-préfet de Lisieux                                    | Nomination pour ordre : détaché comme chef de cabinet du ministre de la justice Léon Bérard       |
| 6 janvier 1931    | 8 avril 1933      | André Idoux                                       | Préfet de l'Ariège                                        | Nommé préfet de l'Ardèche                                                                         |
| 8 avril 1933      | non-installé      | Désiré Louis Jouany                               | Chef de cabinet à la présidence du conseil                | Nomination pour ordre : détaché en qualité de régisseur de l'octroi de Paris                      |
| 8 avril 1933      | 19 mai 1934       | Henri Piton                                       | Préfet de l'Ardèche                                       | Nommé préfet du Calvados                                                                          |
| 19 mai 1934       | 26 septembre 1936 | Maurice Burnouf                                   | Préfet de la Lozère                                       | Appelé à d'autres fonctions Nommé en 1937 receveur percepteur du 19e arrondissement de Paris      |
| 26 septembre 1936 | 20 janvier 1940   | Jacques-Félix Bussière                            | Secrétaire général du Rhône pour la police                | Reprend son poste en octobre 1940                                                                 |

## Préfets de Vichy (1940-1944)
| Période          | Période          | Identité                         | Fonction précédente                                            | Observation |
| ---------------- | ---------------- | -------------------------------- | -------------------------------------------------------------- | --- |
| 20 janvier 1940  | 17 juin 1940     | André François Jules Jacquemart  | Sous-préfet de Maux                                            | En janvier chargé de l'intérim du préfet de la Mayenne; assure aussi la direction de la Mayenne en zone occupée du 17 juin au 10 octobre 1940. Nommé secrétaire général des Alpes-Maritimes |
| 17 juin 1940     | 4 mai 1941       | Jacques-Félix Bussière           |                                                                | (Reprend son poste en octobre 1940) Nommé préfet de la Haute-Marne |
| 4 mai 1941       | 14 novembre 1941 | Pierre Daguerre                  | Préfet des Landes                                              | Nommé préfet délégué de Maine-et-Loire |
| 14 novembre 1941 | 6 juillet 1943   | Edouard Bonnefoy                 | Directeur de Cabinet du préfet de la Seine                     | (Résistant) Nommé préfet de la Loire-Inférieure |
| 6 juillet 1943   | 7 août 1944      | Albert Pierre Marie Joseph Vabre | Sous-préfet hors cadre, à la disposition du préfet de la Seine | Suspendu |

## Préfets et commissaires de la République duGPRFet de la Quatrième République (1944-1958)
| Période        | Période          | Identité        | Fonction précédente                                    | Observation                                                                            |
| -------------- | ---------------- | --------------- | ------------------------------------------------------ | -------------------------------------------------------------------------------------- |
| 7 août 1944    | 4 janvier 1946   | Robert Dupérier | Chef de bureau à la caisse des dépôts et consignations | Nommé préfet de la Nièvre                                                              |
| 4 janvier 1946 | 2 février 1949   | Richard Pouzet  | Secrétaire général de la Marne                         | (a été déporté en Allemagne (Buchenwald, Dora, Ravensbrück)) Nommé préfet de la Sarthe |
| 2 février 1949 | 13 décembre 1950 | Jean Ginolhac   | Inspecteur de l'administration                         | Nommé inspecteur général de l'administration                                           |

## Préfets de la Cinquième République (1958- )
| Période          | Période          | Identité                      | Fonction précédente                                                                                         | Observation                                                                                                  |
| ---------------- | ---------------- | ----------------------------- | --- | --- |
| 13 décembre      | 1er février 1958 | Edmond Dauphin                | Sous-préfet de Rambouillet                                                                                  | Nommé préfet d'Eure-et-Loir                                                                                  |
| 5 février 1958   | 19 mars 1960     | Roger Farçat                  | Sous-directeur à l'administration centrale, chargé des fonctions de chef du service des affaires politiques | Nommé préfet hors cadre, chargé du service des préfets à l'administration centrale                           |
| 19 mars 1960     | 24 octobre 1962  | Louis Hédouin                 | Secrétaire général des Bouches-du-Rhône                                                                     | Mort en fonction                                                                                             |
| 3 janvier 1963   | 8 mai 1964       | Tony Roche                    | Sous-préfet du Havre                                                                                        | Nommé préfet hors cadre, directeur de la surveillance du territoire                                          |
| 8 mai 1964       | 11 avril 1967    | Lucien Vochel                 | Conseiller technique au cabinet de Roger Frey (ministre de l'intérieur)                                     | Nommé préfet hors cadre, directeur de cabinet du ministre Christian Fouchet                                  |
| 11 avril 1967    | 9 octobre 1969   | François Bourgin              | Secrétaire général du Nord                                                                                  | Nommé préfet de la Corse                                                                                     |
| 9 octobre 1969   | 14 juin 1973     | Jean Dandé                    | Secrétaire général de la Haute-Garonne                                                                      | Nommé préfet du Vaucluse                                                                                     |
| 14 juin 1973     | 25 avril 1977    | Alain Gerolami                | Sous-préfet de Brest                                                                                        | Nommé préfet de la Haute-Savoie                                                                              |
| 25 avril 1977    | 25 avril 1979    | Marcel Julia                  | Préfet de la Haute-Corse                                                                                    | Nommé préfet de la région Martinique et de la Martinique                                                     |
| 9 mai 1979       | 7 août 1981      | Alain Ohrel                   | Secrétaire Général des Hauts-de-Seine                                                                       | Nommé préfet de la Charente                                                                                  |
| 7 août 1981      | 18 mars 1982     | Henri Guyon                   | Préfet de la Lozère                                                                                         | Nommé directeur des services administratifs du département du Calvados                                       |
| 13 avril 1982    | 8 juillet 1983   | Bernard Raffray               | Directeur de cabinet du Secrétaire général du gouvernement Marceau Long                                     | Nommé directeur de cabinet du Secrétaire d'État chargé de la mer Guy Lengagne                                |
| 8 juillet 1983   | 31 juillet 1985  | Georges Mazenot               | Sous-préfet de Montbéliard                                                                                  | Nommé préfet de l'Ain                                                                                        |
| 31 juillet 1985  | 18 juin 1986     | Maurice Joubert               | Préfet de la Lozère                                                                                         | Nommé préfet des Pyrénées-Orientales                                                                         |
| 18 juin 1986     | 26 juillet 1989  | François Lépine               | Directeur général des services départementaux de la Savoie                                                  | Nommé préfet de la Drôme                                                                                     |
| 23 août 1989     | 20 novembre 1991 | Denis Prieur                  | Sous-préfet de Montmorency                                                                                  | Nommé directeur général de l'administration                                                                  |
| 20 novembre 1991 | 27 juillet 1994  | Dominique Bellion             | Directeur de cabinet du préfet de Paris                                                                     | Nommé préfet de l'Aude                                                                                       |
| 27 juillet 1994  | 1er février 1997 | Bernard Puydupin              | Préfet de l'Ariège                                                                                          | Nommé préfet hors cadre                                                                                      |
| 1er février 1997 | 28 avril 1999    | Janine Pichon                 | Préfète du Gers                                                                                             | Nommé présidente du conseil d'administration du fonds d'intervention et de régularisation du marché du sucre |
| 28 avril 1999    | 4 juillet 2002   | Pierre de Bousquet de Florian | Représentant en Andorre                                                                                     | Nommé directeur de la DST                                                                                    |
| 12 juillet 2002  | 16 décembre 2004 | Rémy Thuau                    | Préfet délégué pour la sécurité et la défense auprès du préfet de la zone de défense Ouest                  | Nommé préfet de Lot-et-Garonne                                                                               |
| 16 décembre 2004 | 8 mars 2007      | Gérard Lemaire                | Préfet de la Lozère                                                                                         | Nommé préfet hors cadre                                                                                      |
| 8 mars 2007      | 11 mars 2009     | Fabienne Buccio               | Préfète hors cadre                                                                                          | Nommée préfète de l'Eure                                                                                     |
| 11 mars 2009     | 11 janvier 2012  | Éric Pilloton                 | Délégué général à l'outre-mer                                                                               | Nommé préfet hors cadre                                                                                      |
| 11 janvier 2012  | 19 juin 2013     | Corinne Orzechowski           | Sous-préfète de Draguignan                                                                                  | Nommée directrice de cabinet de Guillaume Garot                                                              |
| 19 juin 2013     | 17 mai 2016      | Philippe Vignes               | Préfet de la Lozère                                                                                         | Nommé préfet des Pyrénées-Orientales                                                                         |
| 17 mai 2016      | 19 décembre 2018 | Frédéric Veaux                | Inspecteur général de la police nationale                                                                   | Nommé préfet des Landes                                                                                      |
| 19 décembre 2018 | 7 mars 2021      | Jean-Francis Treffel          | Préfet, Administrateur supérieur, Chef du Territoire des Iles Wallis-et-Futuna                              | |
| 8 mars 2021      | 11 janvier 2023  | Xavier Lefort                 | Secrétaire général de la Cour des comptes                                                                   | - |
| 12 janvier 2023  | -                | Marie-Aimée Gaspari           | conseillère référendaire à la Cour des comptes                                                              | - |